# Fidei Depositum
La Fidei depositum è una Costituzione apostolica della chiesa cattolica che stabilisce che il Catechismo della Chiesa cattolica è l'esposizione ufficiale degli insegnamenti della chiesa cattolica.
Fu pubblicata l'11 ottobre 1992 dal papa Giovanni Paolo II.
La Fidei depositum dichiara che il Catechismo della Chiesa Cattolica è uno strumento valido e legittimo per l'insegnamento e una norma sicura della fede cattolica.

## Schema
I. Introduzione

II. Itinerario e spirito della stesura del testo

III. Distribuzione della materia

IV. Valore dottrinale del testo

V. Conclusione